# أولسي مانجا
أولسي مانجا (من مواليد 5 أكتوبر 1973) سياسي ألباني. يشغل منصب وزير العدل في ألبانيا في حكومة راما الثالثة بقيادة رئيس الوزراء إيدي راما، اعتبارًا من 18 سبتمبر 2021. وهو عضو في البرلمان عن تيرانا.

## حياته الشخصية
منجا متزوج وهو أب لثلاثة.